# Arménie au Concours Eurovision de la chanson 2025
 (avril 2025).
Motif : Cf. Discussion:France au Concours Eurovision de la chanson 2025/Admissibilité et Discussion:Finlande_au_Concours_Eurovision_de_la_chanson_2025/Admissibilité
- Archive Wikiwix
- Bing
- Cairn
- DuckDuckGo
- E. Universalis
- Gallica
- Google
- G. Books
- G. News
- G. Scholar
- Persée
- Qwant
- (zh) Baidu
- (ru) Yandex
- (wd) trouver des œuvres sur Wikidata

| 1. | Préciser le motif de la pose du bandeau. | Précisez le motif de la pose du bandeau en utilisant la syntaxe suivante : {{admissibilité à vérifier\|date=mai 2025\|motif=remplacez ce texte par le motif}}                                                          |
| 2. | Informer les utilisateurs concernés.     | Pensez à avertir le créateur de l'article, par exemple, en insérant le code ci-dessous sur sa page de discussion : {{subst:avertissement admissibilité à vérifier\|Arménie au Concours Eurovision de la chanson 2025}} |

L'Arménie est l'un des trente-sept pays participants du Concours Eurovision de la chanson 2025, qui se tient du 13 au 17 mai 2025 à Bâle en Suisse.

Le pays est représenté par Parg, avec sa chanson Survivor.

## Sélection
L'Arménie confirme le 30 novembre 2024, et annonce par la même occasion la reconduction du concours télévisé Depi Evratesil comme méthode de sélection du représentant et de la chanson.

### Format
La quatrième édition de Depi Evratesil se déroule en une soirée, retransmise sur Arménie 1, sur le site officiel du diffuseur 1tv.am, ainsi que sur la chaîne YouTube officielle de l'Eurovision, en direct du Complexe Karen Demirchian (en), qui a accueilli le Concours Eurovision de la chanson junior 2022,.
Douze chansons y participent; les résultats sont déterminés à parts égales par un jury national, un jury international et par les votes du public arménien.

### Participants
La fenêtre de candidatures ouvre le 6 décembre 2024 et ferme le 10 janvier 2025. Les participants devaient être citoyens arméniens, ou résider en Arménie ou faire partie de la diaspora arménienne. La liste des participants est révélée par Arménie 1 le 6 février 2025; les chansons, à l'origine censées sortir la veille de la finale, sont finalement révélées le 9 février. 
| Artiste                   | Titre              | Langue            | Paroles (p) & musique (m)                                                                                              |
| ------------------------- | ------------------ | ----------------- | --- |
| Altsight                  | Dare to Dream      | Anglais           | Sargis Burnazyan (p&m), Karapet Burnazyan(m)                                                                           |
| Anahit Adamyan            | Tiny Little Boo    | Anglais           | Nick Egibyan (p&m), Boris Adamyan (p)                                                                                  |
| Anahit Hakobyan & GASOIIA | Wild               | Anglais           | Gor Asoyan, Maya Sinanyan (p), Tokionine (m)                                                                           |
| Athena Manoukian          | DaQueenation       | Anglais           | Athena Manoukian (p&m), DJ Paco (m)                                                                                    |
| Arsen feat. Kamil         | Will You Marry Me? | Anglais           | Vahram Petrosyan (m), Mariam Shahinyan (p)                                                                             |
| Flora Bichakhchyan        | Prayer             | Anglais, arménien | Flora Bichakhchyan (p&m)                                                                                               |
| Gevorg Harutyunyan        | Hey Man            | Anglais           | Eva Voskanyan, Gevorg Harutyunyan, Lilit Bleyan, Nare Navasardyan (p), Lilit Navasardyan (m)                           |
| Mels                      | Losing             | Anglais, arménien | Tokionine (p), Arthur Armeni, Robert Koloyan (m)                                                                       |
| Milena Mirijanyan         | Romantic Net       | Anglais, arménien | Nick Egibyan (p&m) |
| Parg                      | Survivor           | Anglais           | Alex Wilke, Armen Paul, Benjamin Alasu, Eva Voskanian, Joshua Curran, Martin Mooradian, Pargev Vardanyan, Thomas G:son |
| Sevagir                   | Falling            | Anglais, arménien | Em Kalukhyan (p&m) |
| Simon                     | Ay Paparey Bye     | Anglais           | Nare Navardasyan (p), Lilit Navardasyan (m)                                                                            |

#### Finale
La finale est diffusée le samedi 16 février 2025; elle est présentée par l'actrice Ani Khachikyan et le chanteur Aram Mp3. L'entracte est assuré par lui-même, ainsi que Maléna et Brunette.
- Première place
- Deuxième place
- Troisième place
- Dernière place

| Ordre | Artiste                   | Titre              | Jury       | Jury        | Télévote (33%) | Télévote (33%) | Total | Place |
| Ordre | Artiste                   | Titre              | Nat. (33%) | Intn. (33%) | Votes          | Points         | Total | Place |
| ----- | ------------------------- | ------------------ | ---------- | ----------- | -------------- | -------------- | ----- | ----- |
| 1     | Parg                      | Survivor           | 68         | 62          | 7 087          | 84             | 214   | 1     |
| 2     | Sevagir                   | Falling            | 20         | 15          | 553            | 0              | 35    | 12    |
| 3     | Anahit Adamyan            | Tiny Little Boo    | 29         | 32          | 2 271          | 35             | 96    | 5     |
| 4     | Mels                      | Losing             | 38         | 25          | 2 006          | 28             | 91    | 6     |
| 5     | Simon                     | Ay Paparey Bye     | 72         | 76          | 4 337          | 49             | 197   | 2     |
| 6     | Flora Bichakhchyan        | Prayer             | 22         | 32          | 1 697          | 21             | 75    | 8     |
| 7     | Gevorg Harutyunyan        | Hey Man            | 16         | 20          | 2 850          | 42             | 78    | 7     |
| 8     | Altsight                  | Dare to Dream      | 12         | 29          | 263            | 0              | 41    | 11    |
| 9     | Anahit Hakobyan & GASOIIA | Wild               | 34         | 25          | 4 969          | 56             | 115   | 4     |
| 10    | Arsen feat. Kamil         | Will You Marry Me? | 24         | 11          | 905            | 7              | 42    | 10    |
| 11    | Milena Mirijanyan         | Romantic Net       | 9          | 19          | 1 302          | 14             | 42    | 9     |
| 12    | Athena Manoukian          | DaQueenation       | 62         | 60          | 5 062          | 70             | 192   | 3     |

## À l'Eurovision
L'Arménie participe à la première moitié de la seconde demi-finale, le jeudi 15 mai 2025 et se qualifie pour la finale du 17 mai, terminant 10e avec 51 points. Le pays en finale se classe 20e sur 26 pays avec 72 points.